# 兰陵 (企业)
山东兰陵企业（集团）总公司，简称兰陵集团，总部位于山东省临沂市兰陵县兰陵镇，成立于1993年。旗下拥有山东兰陵美酒股份有限公司（1994年6月前称为山东兰陵美酒厂）、山东兰陵陈香酒业股份有限公司等多家企业，该集团生产的兰陵美酒享誉中外，迄今已有3,000年的历史，有“先有兰陵酒，后有酒文明”之称。该集团拥有的“兰陵”商标在2006年被国家工商总局认定为中国驰名商标。

## 历史[2]

### 古代
据古卜辞中的“鬯其酒”记载，兰陵镇的酿酒史始于商代；两汉时期，兰陵酒为朝廷进贡的贡品。北齐时期，兰陵酒为朝廷贡酒，北齐名将高长恭在一次著名的战役中，率军与周师战于墉下，高歌而进，勇冠三军，大获全胜。班师回朝后，齐皇帝以兰陵美酒犒赏三军，并封高长恭为“兰陵王”，后人以此事创作出《兰陵王入阵曲》、《兰陵王》等文艺作品。北魏时期，农学家贾思勰对兰陵酒生产工艺进行分析并整理，并载入《齐民要术》之中。 
唐朝时期，兰陵酒除贡奉皇宫外，还通过京杭大运河远销江宁、钱塘、长安等地。诗人李白曾写下“兰陵美酒郁金香，玉碗盛来琥珀光。但使主人能醉客，不知何处是他乡”的诗句。北宋书画家米芾亦对兰陵美酒进行了评价，写下了“阳羡春茶瑶草碧，兰陵美酒郁金香”的诗句。明朝时期，李时珍著作的《本草纲目》亦对兰陵美酒作了记载：
兰陵美酒，清香远达，色复金黄，饮之至醉，不头痛，不口干，不作泻。共水秤之重于他水，邻邑所造俱不然，皆水土之美也，常饮入药俱良。
清代诗人王渔洋在《寄任同年》 中亦提到了兰陵酒。

### 民国时期
- 1914年（民国三年），在山东第一次物品展览会上，兰陵美酒、兰陵郁金香分别获得“优等奖银牌”和“最优等褒奖金牌”。
- 1915年（民国四年），在美国旧金山召开的巴拿马万国博览会上，兰陵美酒荣获金质奖章。
- 1916年（民国五年），在首届中华国货展览会上，兰陵美酒获二等奖。

### 解放后
1948年，兰陵镇解放。兰陵镇上九家私人大酒店和三十余家私人作坊组建了山东兰陵美酒厂，全部收为国有。1954年，国务院总理周恩来率团参加日内瓦国际和平会议，把兰陵美酒作为“国酒”带到宴会上招待各国首脑。
1991年，兰陵美酒被中华人民共和国国内贸易部获发中华老字号牌匾；1993年，山东兰陵企业（集团）总公司正式成立，以山东兰陵美酒厂为核心企业；1994年6月山东兰陵美酒厂改组为股份制企业，正式更名为山东兰陵美酒股份有限公司。

## 产品
兰陵酒具有天然形成的琥珀色泽，晶莹透明，醇厚可口，回味悠长。据山东大学鉴定，该酒含有天冬氨酸、谷氨酸、丙氨酸等十七种氨基酸，具有养血补肾、益寿强身之功能。
兰陵集团生产的产品线主要包括：
- 兰陵陈香
- 兰陵王
- 九朝陈香
- 兰陵美酒
- 喜临门
- 兰陵特曲
- 兰陵陈酿